# TV Tapajoara
TV Tapajoara é uma emissora de televisão brasileira sediada em Itaituba, cidade do estado do Pará. Opera no canal 7 (25 UHF digital), e é afiliada ao SBT. Pertence ao Grupo Ita de Comunicação, do qual também faz parte a TV Eldorado (afiliada à Band).

## História
A TV Tapajoara foi inaugurada em 27 de julho de 1988, sendo a segunda emissora de televisão a ser instalada em Itaituba, após a TV Itaituba, afiliada à Rede Globo, que operou entre 1980 e 1985. Foi, no entanto, a primeira a ser legalizada na cidade, já que a TV Itaituba não tinha concessão para operar, tendo sido lacrada pelo DENTEL. A emissora era de propriedade do ex-prefeito Sílvio Macedo e sua esposa, Marilu Macedo.

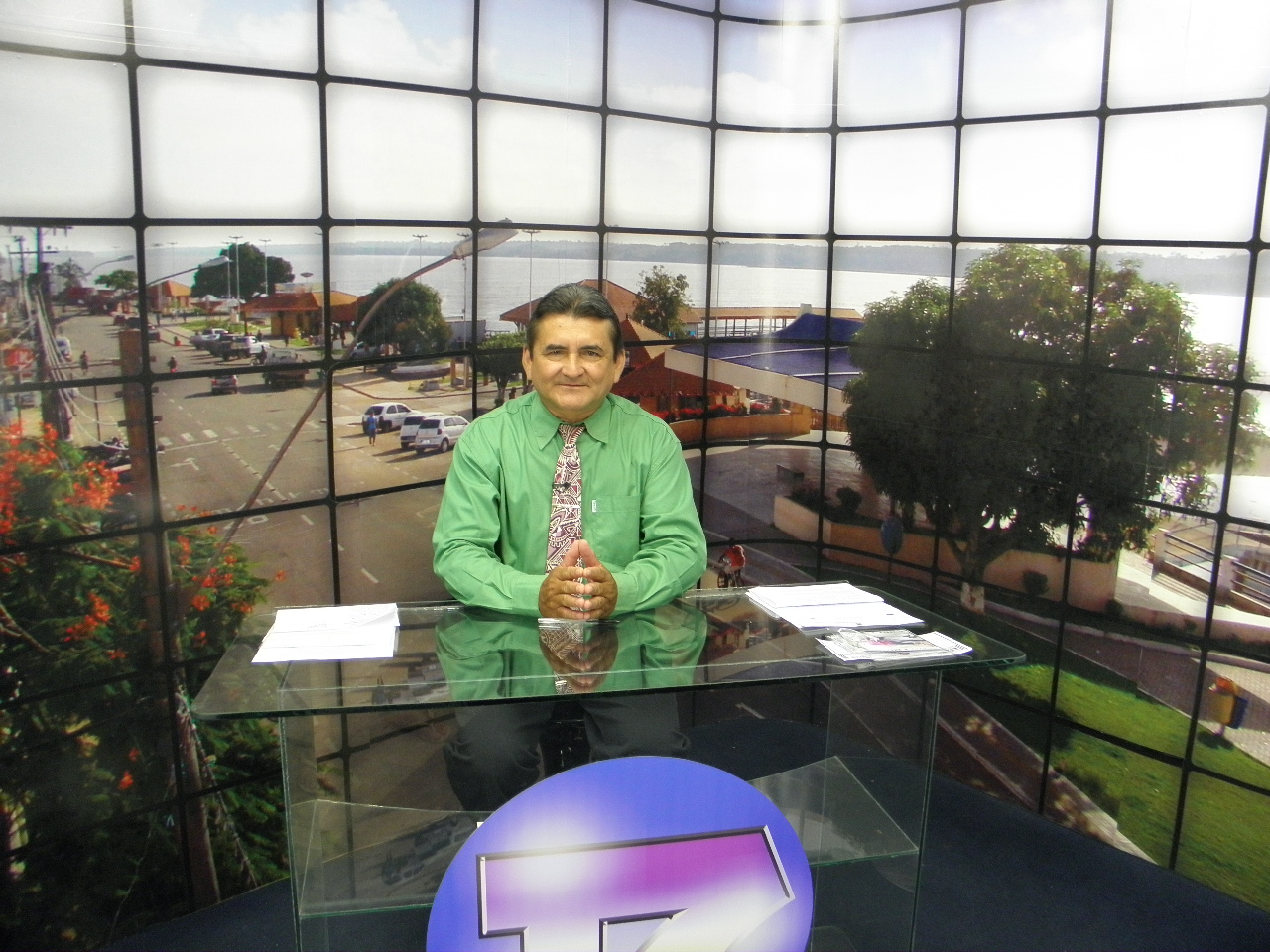
O apresentador Fleury Colares no estúdio do Focalizando, em 2011.

Em 1990, o então prefeito de Itaituba Benigno Olazar Reges adquiriu 50% das ações da TV Tapajoara, tendo vendido estas cotas para Socorro Oliveira em 1991. Em 1993, o prefeito Wirland Freire adquiriu as cotas de Socorro e de Sílvio Macedo, tornando-se proprietário da emissora. Com a aquisição da emissora, a afiliada do SBT passa a ser uma emissora irmã da TV Eldorado, afiliada da Rede Bandeirantes pertencente ao então deputado federal Wilmar Freire, filho de Wirland.
Em 15 de novembro de 1993, a emissora estreou o hoje tradicional jornalístico Focalizando, com a apresentação de Fleury Colares e Maria do Carmo. O programa era inspirado no Aqui Agora, do SBT.
Com a morte de Wirland Freire, em 15 de agosto de 2002, a TV Tapajoara passa a ser controlada por Wilmar Freire.
Em 2006, a TV Tapajoara realiza a primeira Copa Ouro de Futsal. O evento foi de responsabilidade da emissora até 2017, quando a emissora cedeu os direitos comerciais e de organização da competição aos clubes participantes, mas seguiu explorando comercialmente a mesma.
Em 2 de junho de 2017, em meio um temporal, a torre de transmissão da TV Tapajoara parte ao meio e desaba. A equipe técnica da emissora contou com a ajuda de militares do Corpo de Bombeiros para restabelecer as transmissões.
Em 19 de abril de 2021, o imóvel onde funciona a TV Tapajoara foi a leilão judicial, realizado pelo Banco da Amazônia. A proposta vencedora do leilão foi da Tapajós Publicidade Ltda., controladora do canal, que arrematou o prédio por R$ 600 mil. Um empresário também havia apresentado um lance, porém, ao tomar conhecimento de que a afiliada do SBT estava participando do processo, decidiu retirar sua proposta para ajudar a emissora.

## Sinal digital
| Canal virtual | Canal digital | Resolução de tela | Programação                                 |
| ------------- | ------------- | ----------------- | ------------------------------------------- |
| 7.1           | 25 UHF        | 1080i             | Programação principal da TV Tapajoara / SBT |

A TV Tapajoara deu início às suas transmissões digitais em 16 de outubro de 2018, lançando o sinal oficialmente oficialmente em 20 de outubro de 2018, operando por meio do canal 25 UHF digital, tornando-se a primeira a adotar esta tecnologia no município de Itaituba. O lançamento contou com uma festa no Espaço Português. Em seus testes, a emissora utilizava o canal virtual 25.1, alterando-o para 7.1 na mesma semana.

### Transição para o sinal digital
A emissora cessou voluntariamente suas transmissões analógicas pelo canal 7 VHF em 31 de janeiro de 2022.

## Programas
Além de retransmitir a programação nacional do SBT, a TV Tapajoara produz e exibe os seguintes programas:
- Cidade Agora: Telejornal, com Márcio Vieira;
- Fim de Semana: Entretenimento, com Andréa Siqueira;
- Focalizando: Telejornal, com Fleury Colares;

Diversos outros programas compuseram a grade da emissora, e foram descontinuados:
- Circuito Aberto[20]
- Jornal Rural[18]
- Momento do Legislativo[21]